# Domaine BRCT
Un domaine BRTC, pour l'anglais BRCA1 C Terminus, est une structure protéique commune à une famille de protéines. Il s'étend sur une centaine de résidus d'acides aminés et consiste en des répétitions de séquences qui s'avèrent jouer un rôle comme domaine de liaison phosphoprotéines. On trouve ce type de domaine protéique essentiellement dans les protéines intervenant comme points de contrôle (en) du cycle cellulaire dans le cadre de la réparation de l'ADN, par exemple de la protéine BRCA1, correspondant à un gène suppresseur de tumeur dont la déficience est associée au cancer du sein.